# Otto Stich
Otto Stich (Basilea, Suiza, 10 de enero de 1927 - Dornach, cantón de Soleura, Suiza, 13 de septiembre de 2012) fue un político suizo, miembro del Partido Socialista suizo y Consejero federal de 1984 a 1995.

## Estudios y carrera profesional
Hizo sus estudios básicos en Dornach y obtuvo el bachillerato comercial en Basilea. Se convierte en maestro de la rama comercial en 1953 y doctor de Ciencias económicas en 1955. Fue jefe de personal del grupo Coop en 1971.
Es elegido alcalde de Dornach de 1957 a 1965, es también prefecto del distrito de Dorneck Thierstein de 1961 a 1970. Es elegido al Consejo Nacional de 1963 a 1983.

## Consejero federal
Especialista en cuestiones financieras, es elegido al Consejo Federal en 1983 por la mayoría de derechas, contra la candidata oficial del Partido Socialista, Lilian Uchtenhagen. Las relaciones con su partido son difíciles en un primer momento. Los socialistas deciden de todas formas quedarse en el gobierno, en decisión tomada en un congreso en febrero de 1984.
Como Consejero federal, Stich dirige el Departamento Federal de Finanzas (DFF) durante todo su mandato, en el que lograron aprobarse varias leyes, impuestos y tasas. En febrero de 1984, se aprueba el impuesto viario para los camiones y la viñeta (peaje para las autopistas). En junio de 1985, se suprime el derecho de los cantones al beneficio producido por las estampillas, al mismo tiempo que se acepta el impuesto para las bebidas destiladas. 
La ley federal concerniente al aumento de derechos de aduana sobre los carburantes encuentra también el apoyo del pueblo en marzo de 1993. El nuevo régimen de finanzas federales es aceptado en diciembre de 1993, con la introducción de la TVA.
Suiza se adhiere a las instituciones de Bretton Woods (Banco Mundial y Fondo Monetario Internacional) luego de una votación popular en mayo de 1992. Stich se ve enfrentado a dificultades financieras, por lo que se opone a Adolf Ogi, que propone la construcción de dos túneles a través de los Alpes, alegando Stich que uno solo basta. Su gestión de la caja de pensiones de la Confederación es fuertemente criticada, y sus adversarios pedirán la creación de una comisión de investigación, que no se llevará a efecto.
Renuncia a su cargo con efecto inmediato el 31 de octubre de 1995. Esta maniobra fue tomada como una táctica de los socialistas, ya que la legislatura estaba a punto de terminarse, lo que les favoreció en las elecciones de ese mismo año. 

### Presidencia
Fue presidente de la Confederación suiza en 1988 y 1994. Recibió al presidente de Portugal Mario Soares en 1988 y al de Polonia, Lech Wałęsa, en 1994. Recibió en Ginebra a los presidentes Hafez al-Asad y Bill Clinton. También representó a Suiza en las ceremonias que marcaron el final de la era del apartheid en África del Sur.